# Абхазький католикосат
Абха́зький католикоса́т (груз. აფხაზეთის საკათალიკოსო, латиніз.: apkhazetis sak’atalik’oso) — історична східно-православна де-факто автокефальна помісна церква, заснована Антіохійським Патріархатом в VIII столітті на основі Абазгійської єпархії Вселенського патріархату Константинополя, яка вже існувала з початку IV століття. У XIII столітті Абхазький католикосат включав в себе територію всієї Західної Грузії: його північна межа проходила по Кавказького хребта, природною західним кордоном було Чорне море, на сході території Абхазький католікосат обмежував Ліхскій (Сурамський) хребет, на півдні і південному заході — Месхетський хребет і річка Чорохі. У 1814 р. Абхазький Католикосат в Абхазії був скасований Російською імперією, яка б взяла під контроль Церкву Грузії до 1917 р.
Правонаступником Абхазького католикосату оголосила себе самопроголошена та нечисельна Абхазька православна церква, яка теперішнього часу не визнана іншими помісними східними православними церквами.

## Історія

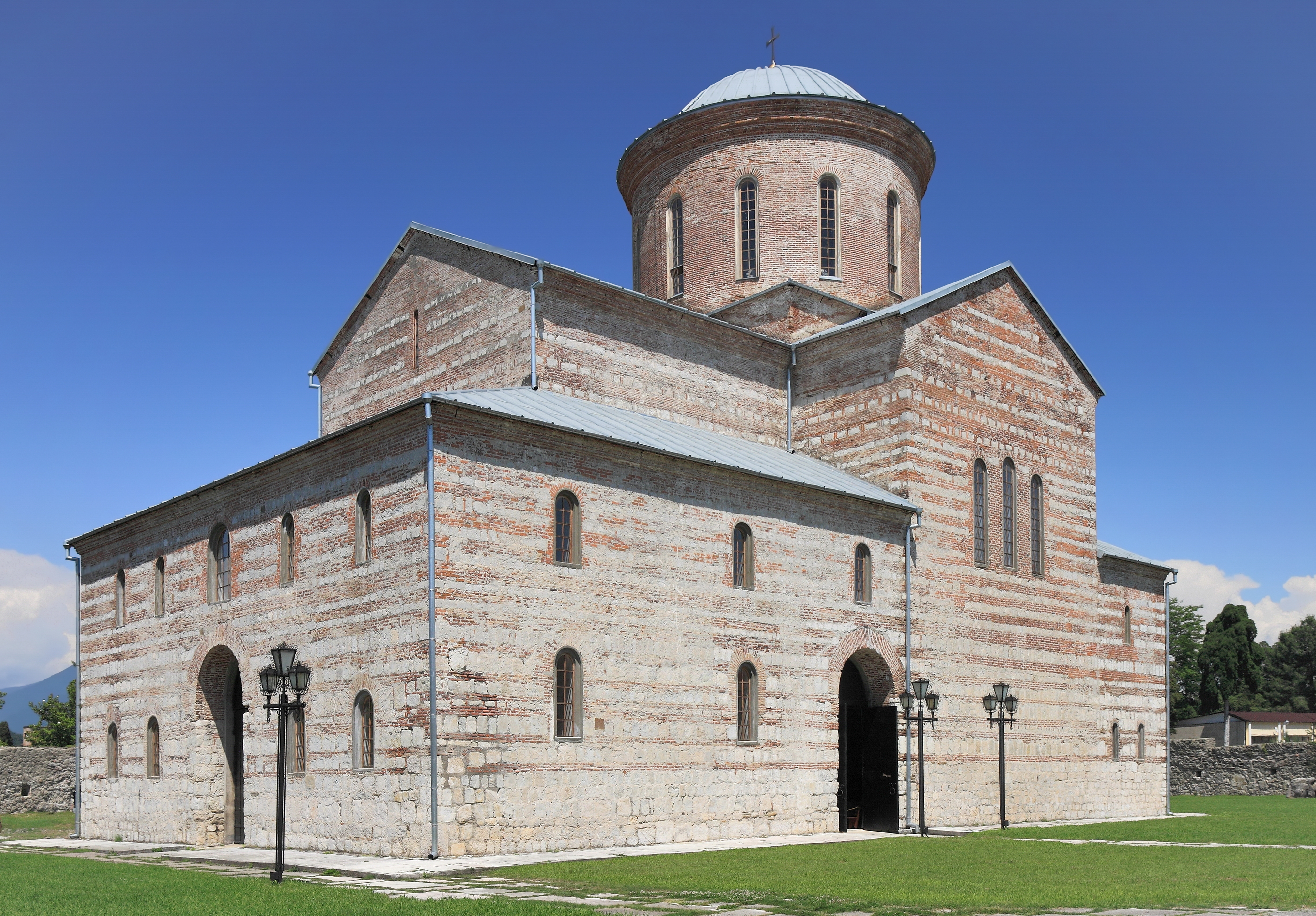
Собор в Піцунді

У першій половині VIII століття була тенденція до суверенізації Абазгії від Візантії, що призвела до утворення Абхазького царства, підштовхнула до прагнення, до оформлення незалежності також і в церковному відношенні. У середині VIII століття влада Абхазії посилають велику церковну делегацію в Антіохію з метою поставлення в Абхазію свого абхазького католикоса. На Соборі Антіохійської Церкви, очолюваної Патріархом Феофілактом, було вирішено висвятити на єпископа і звести в сан католикоса одного з них, на ім'я Іван, а іншого поставити в сан єпископа. Католикос Іоанн і його наступники мали «поминати при богослужінні Антіохійського патріарха», тобто самостійність, надана Абхазькій Церкві у першій половині VIII століття полягала у праві обирати і висвячувати католикосів собором місцевих єпископів. Після повернення в Абхазію, католикос Іоанн, місцем своєї єпископської кафедри обирає місто Піцунду.
Даний період характеризується широким поширенням християнства в Абхазії.
Злиття Абхазького і Картлійського царства було вчинено в XII столітті при Давиді IV Будівельнику, коли було остаточно ліквідовано Тбіліський емірат і столиця держави перенесена з Кутаїсі в Тбілісі. Паралельно відбувалося і церковне об'єднання: католикос Мцхетський поширив свою духовну владу на всю Грузію, включаючи Абхазьку Церкву, в результаті чого отримав титул католикоса-Патріарха всієї Грузії. Але в середині XIII століття в результаті підкорення монголами Грузії єдина Грузинська держава розпалася на дві — східну на чолі з царем Давидом Улу і західну з царем Давидом V Нариним, що спричинило і церковний розподіл. В 1290 році у грамоті царя Давида VI вперше згаданий Абхазький католикосат.

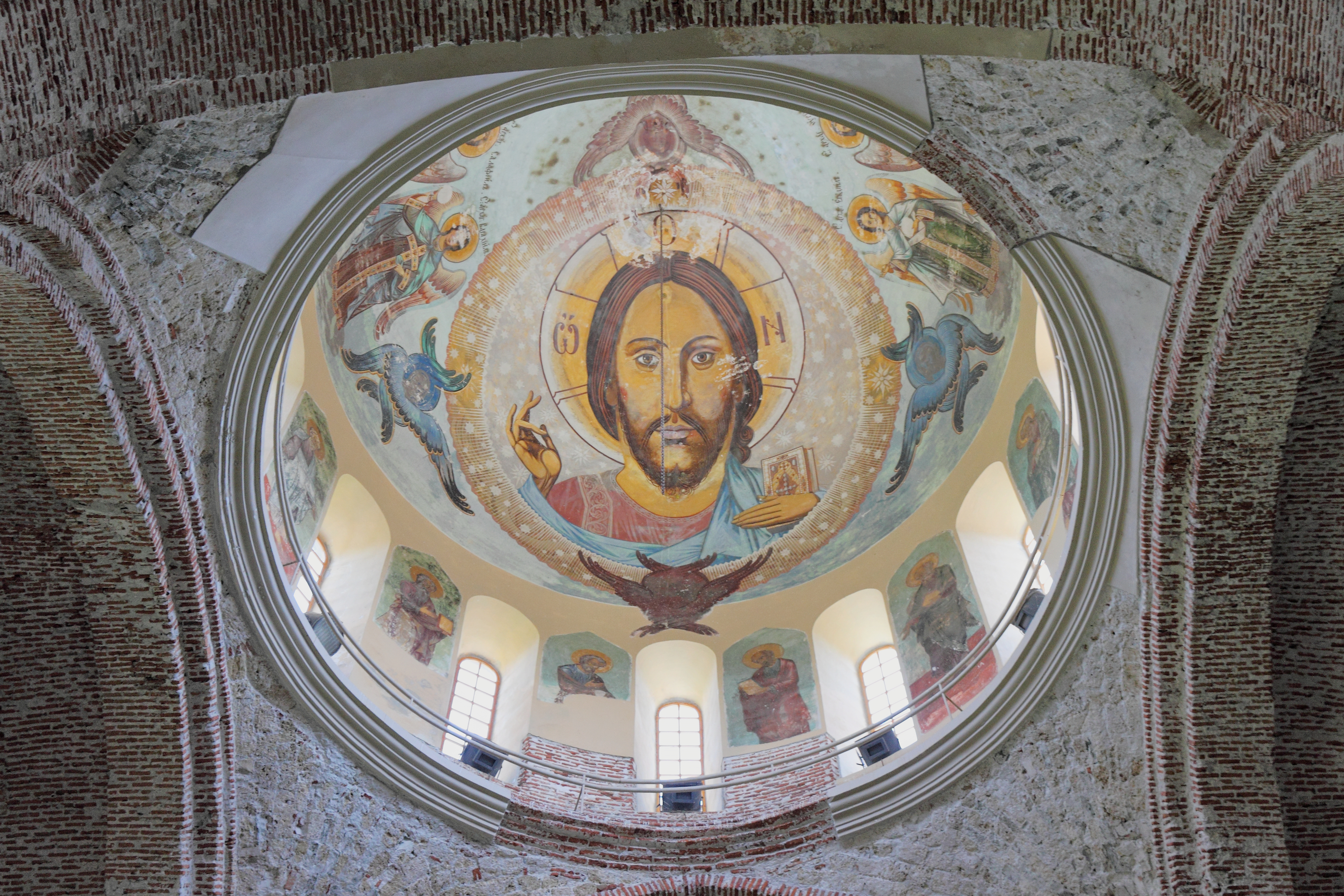
Фреска в соборі Піцунди

У 1390 році, на Піцундський престол був зведений католикос Арсеній. Католикос Арсеній був уродженцем Західної Грузії і опинився на престолі абхазьких католикосів завдяки військовому походу мегрельского володаря Вамеха Дадіані на Джигетию (Адигею) і Абхазію в 1390 році.
У другій половині XVI століття відбулося перенесення кафедри абхазьких католикосів з Піцунди в Гелатський монастир в Західній Грузії. З цього часу католикоси стали іменуватися «католикос Абхазький та Імеретинський», з XVII століття «Імеретинський та Абхазький».
Останній Абхазький католикос Максим II, з князівської родини Абашидзе, через політичні розбіжності з імеретинським царем Давидом, був змушений виїхати на проживання до Росії. Цар Давид навпаки думав про політичну самостійність своєї держави, спираючись на підтримку Туреччини. По дорозі в Палестину католикос Максим II у 1795 році помер у Києво-Печерській Лаврі. Зі смертю цього католикоса припинив своє існування Абхазький католикосат. Місцеблюстителі кафедри абхазьких католикосів: митрополит Досифей (Церетелі) і митрополит Євфимій (Шервашидзе), в 1819 році були вислані з Імеретії.